# Cardiff City Football Club
El Cardiff City Football Club (en galés: Clwb Pêl-droed Dinas Caerdydd) es un club de fútbol de la ciudad de Cardiff, Gales. Fue fundado en 1899 y desde la temporada 2025/26 milita en la English Football League One, después de quedar colista en la Championship de la temporada 2024/25.
Fundado en 1899 como Riverside F.C., adoptó la denominación de Cardiff City en el año 1907. El club alcanzó sus mayores éxitos durante los años 20, cuando ascendió a la First Division (máxima categoría del fútbol inglés antes de la creación de la actual Premier League) siendo subcampeón en la temporada 1923/24 y ganando la final de la FA Cup en 1927, siendo hasta la fecha el único equipo no inglés en levantar el trofeo de dicha competición, y junto con el Swansea City, uno de los equipos no ingleses en ganar alguna competición de máxima categoría en Inglaterra. Tras la Segunda Guerra Mundial el club cayó de la First Division y en los años 1960 fue un asiduo de la Recopa de Europa, alcanzando en la temporada 1967/68 las semifinales. Entre 1985 y 2000 el club estuvo inmerso en una grave crisis deportiva, llegando a caer a la Cuarta División. A partir del año 2000 encadenó una serie de ascensos que lo llevaron hasta el English Football League Championship (segunda categoría) y a alcanzar en 2008 la final de la FA Cup y en 2012 la final de la Copa de la Liga de Inglaterra.
El Cardiff City es uno de los 6 equipos galeses que participan en la liga inglesa. Junto con el Swansea A.F.C. y el Wrexham A.F.C., es considerado uno de los tres grandes clubes del fútbol del país. Dado que en 1921 la liga nacional de Gales, que carecía en cantidad de equipos competitivos, se integró al sistema de ligas del fútbol inglés al unirse a la Southern Football League (que actualmente supone la séptima y octava categorías), la Asociación de Fútbol de Gales careció de una liga propia entre 1921 y 1992 y por este motivo los tres grandes equipos han competido en torneos de liga fuera del país desde aquella fecha, al no integrarse a la Premier League de Gales con su creación en 1992 y siendo excluidos de competir en la Copa de Gales, torneo de copa del país aún vigente que integró hasta 1995 integró tanto a los clubes que competían en gales como a los clubes galeses compitiendo en Inglaterra, y que tiene como máximos campeones a los tres clubes más importantes, siendo el Cardiff City el segundo club más laureado con 22 títulos solo por detrás del Wrexham A.F.C. que es el más laureado de ellos con 23 títulos, siendo el último campeón antes de la exclusión en la competición de los clubes galeses en Inglaterra.
En el año 2013 el Cardiff City se proclamó campeón del torneo de segunda división de Inglaterra, con lo cual consiguió su ascenso a la Premier League. No obstante, el equipo galés volvería a descender de categoría esa misma temporada.

## Presidentes
| Período   | Presidente      |
| --------- | --------------- |
| 1910      | Sydney Nicholls |
| 2000      | Steve Borley    |
| 2000–2006 | Sam Hammam      |
| 2006–2010 | Peter Ridsdale  |
| 2010–2013 | Chan Tien Ghee  |
| 2013–     | Mehmet Dalman   |

## Escudo
El primer escudo usado por el Cardiff City, cuando aún era conocido como Riverside Football Club, tenía forma cuadrada, y tres rayas rojas describiendo una pirámide sobre un fondo amarillo.
Cuando el club cambió su nombre en 1908 a Cardiff City Association Football Club empezó a usar como escudo el de la ciudad de Cardiff. En 1959 apareció el primer escudo propio del Cardiff City, tenía forma redonda con el nombre del club en la parte superior, una golondrina de color azul en el centro y la leyenda The Bluebirds en la parte inferior. En 1980 se cambió el color blanco del fondo por el amarillo.
En 1985 se introdujo un nuevo escudo, con el nombre del club en la parte superior y el apodo del club, Bluebirds, en la parte inferior. En el centro aparecía la golondrina azul sobre un fondo blanco. El escudo fue actualizado unos años después con un diseño más elaborado, incorporando el Dragón galés y los narcisos de Gales en la parte superior.
En 2003 se produjo un cambio radical, el bluebird seguía apareciendo en el centro pero ahora lo hacía sobre la Bandera de San David negra y amarilla, que había ganado popularidad como símbolo de la identidad nacional de Gales, y se incluyó el nuevo nombre del club que había perdido el Association. En 2008, en una consulta entre los seguidores del club, se decidió volver a usar el escudo de 1985.

## Uniforme

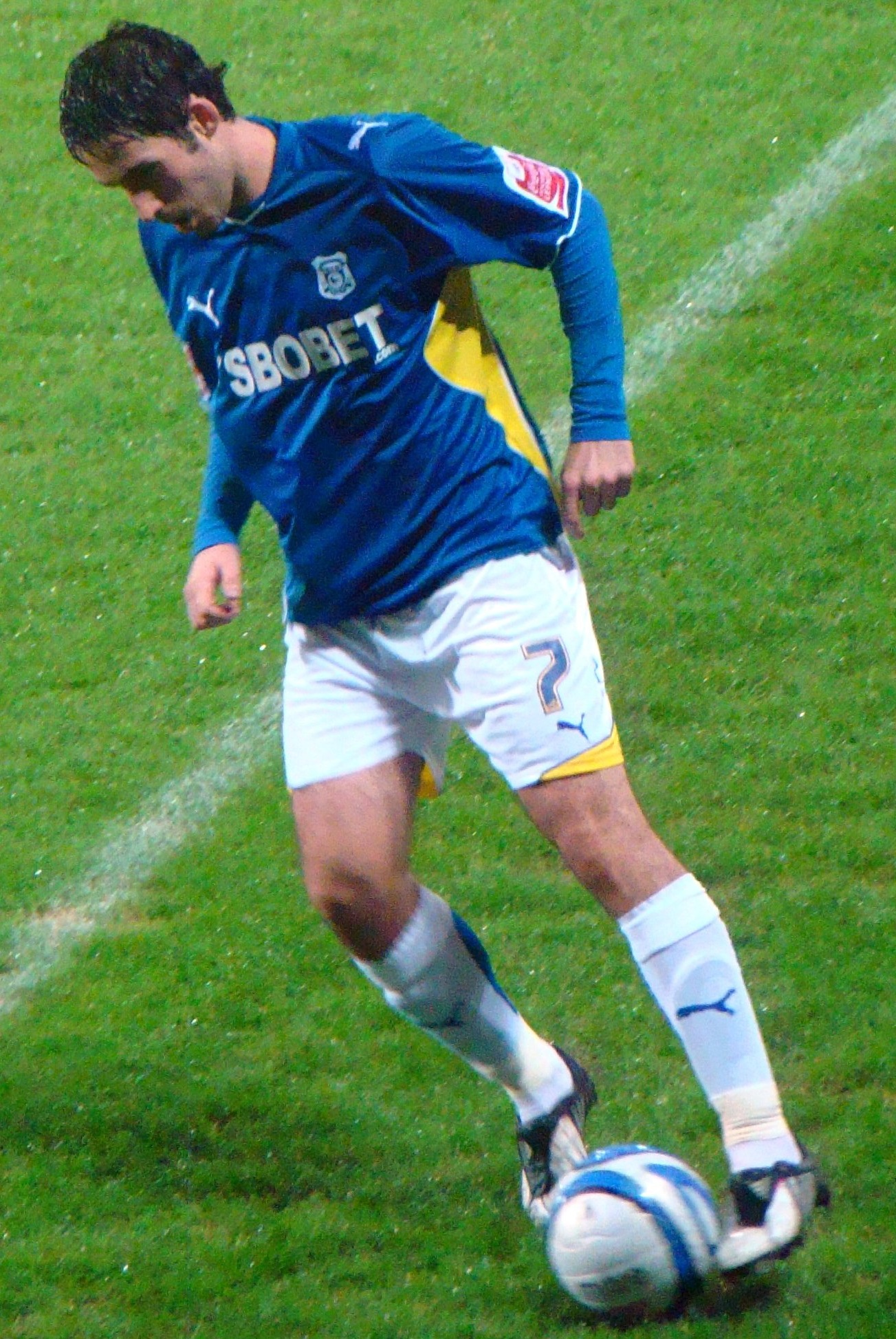
Peter Whittingham con la equipación usada en la temporada 2009/10

Cuando el Riverside FC se fundó en 1899 el club empezó a usar una camiseta a arlequinada marrón chocolate y dorado. Desde que el club adoptó en 1908 el nombre de Cardiff City FC los colores locales han consistido en una camiseta azul, pantalones blancos y calcetas blancas o azules. Aunque entre 1908 y 1919 usó calcetas de color negro. Entre 1926 y 1930 usó una camiseta azul turquesa con cuello blanco. En 1936 el club adoptó unas mangas blancas que había popularizado el Arsenal FC. En los 20 años siguientes apenas hubo cambios en el uniforme, solo se alternó entre las mangas blancas y las azules.
En 1959 el Cardiff City usó las calcetas blancas por primera vez en su historia. En 1966 se introdujo por primera vez una equipación completamente azul y a la temporada siguiente regresó a los pantalones y calcetas blancas. Entre 1975 y 1980 el Cardiff jugó con un uniforme completamente azul, con una camiseta con una banda vertical blanca y otra azul. Esta equipación tuvo una gran acogida entre los seguidores. En 1983 volvió a la camiseta azul, pantalón blanco y calcetas azules, que usó hasta 1992 antes de volver a la equipación completa azul hasta 1996. Actualmente, tras la compra del equipo de un empresario malasio, utilizan el color rojo como uniforme titular, ya que al nuevo presidente le gustaba más el color rojo.
La segunda equipación más usada por el Cardiff ha sido una camiseta blanca, pantalón azul y calcetas blancas, pero también se han usado camisetas rojas, negras o amarillas, incluso una naranja durante una temporada. Desde 2008 el color amarillo se ha hecho popular entre la afición y siempre es incluido en alguna equipación. Durante los 70 el Cardiff usó una camiseta púrpura con detalles amarillos.
En 2012 el dueño malasio del club, Vicent Tan, cambió el color de la camiseta del equipo, pasando de azul a rojo, porque creyó que dicha decisión serviría para expandir "el atractivo del club en mercados internacionales". El cambio no fue bienvenido por los seguidores, la mayoría de los cuales continuaron luciendo la elástica azul en sus partidos. Después de las continuadas presiones de la afición y tras un descenso y una mala temporada en el Championship, en enero de 2015 se decide retornar al azul como color titular del equipo.

### Evolución
- Esta es la evolución del uniforme del Cardiff City desde su fundación hasta la actualidad.[8]

| 1899 - 1908 | 1908 - 1919 | 1919 - 2008 | 1926 - 1930 | 1936 - 1947 1949 - 1950 1954 - 1956 1998 - 1999 |

| 1965 - 1967 1992 - 1996 2000 - 2007 | 1975 - 1980 | 1980 - 1983 | 1959 - 1960 1961 - 1965 1967 - 1974 2008 - 2012 2015 - Presente | 2012 - 2015 |

### Patrocinio
Las siguientes tablas detallan la cronología de las marcas de las indumentarias y los patrocinadores del Cardiff City.
| Período     | Proveedor   |
| ----------- | ----------- |
| 1973 - 1985 | Umbro       |
| 1985 - 1988 | Admiral     |
| 1988 - 1991 | Scoreline   |
| 1991 - 1992 | Influence   |
| 1992 - 1994 | Bluebirds 🅬 |
| 1994 - 1995 | Strika      |
| 1995 - 1996 | Influence   |
| 1996 - 1997 | Lotto       |
| 1998 - 2002 | Xara Soccer |
| 2002 - 2005 | Puma        |
| 2005 - 2009 | Joma        |
| 2009 - 2014 | Puma        |
| 2014 - 2015 | Cosway 🅬    |
| 2015 - 2022 | Adidas      |
| 2022 -      | New Balance |

| Período     | Patrocinador           |
| ----------- | ---------------------- |
| 1983        | Whitebread Wales       |
| 1984 - 1985 | Merthyr Motor Auctions |
| 1985 - 1987 | Airways Cymru          |
| 1987 - 1989 | Buckley's Brewery      |
| 1989 - 1990 | Havelet                |
| 1992 - 1997 | South Wales Echo       |
| 1997 - 1998 | Gilesports             |
| 1998 - 1999 | Sports Cafe            |
| 1999 - 2000 | Modplan                |
| 2000 - 2002 | Ken Thorne Group       |
| 2002 - 2003 | Leekes                 |
| 2003 - 2006 | Redrow Homes           |
| 2006 - 2008 | Communications Direct  |
| 2008 - 2009 | Vans Direct            |
| 2009 - 2011 | Sbobet                 |
| 2011 -      | Visit Malaysia         |

## Estadio

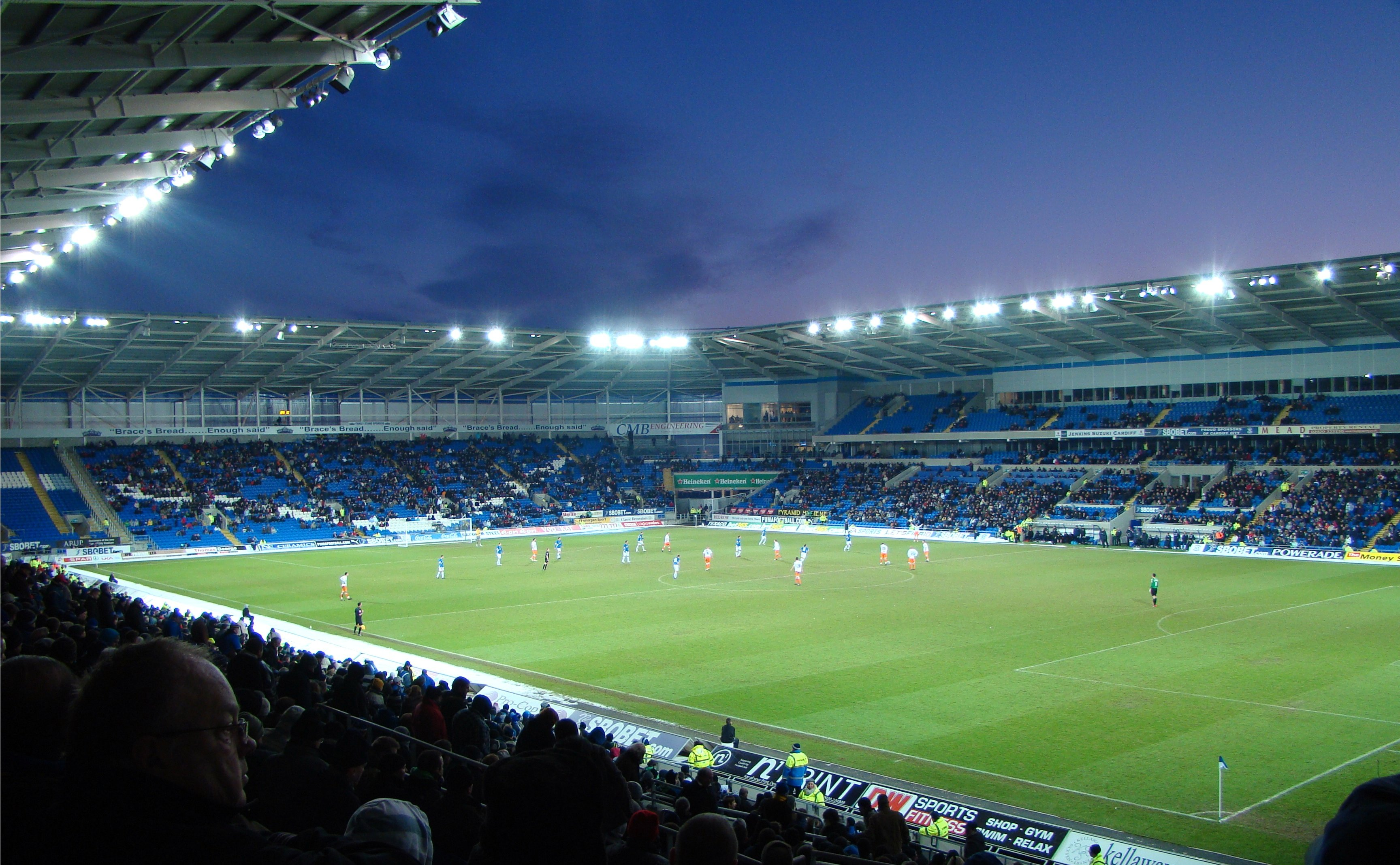
El Cardiff City Stadium en un partido del año 2010.

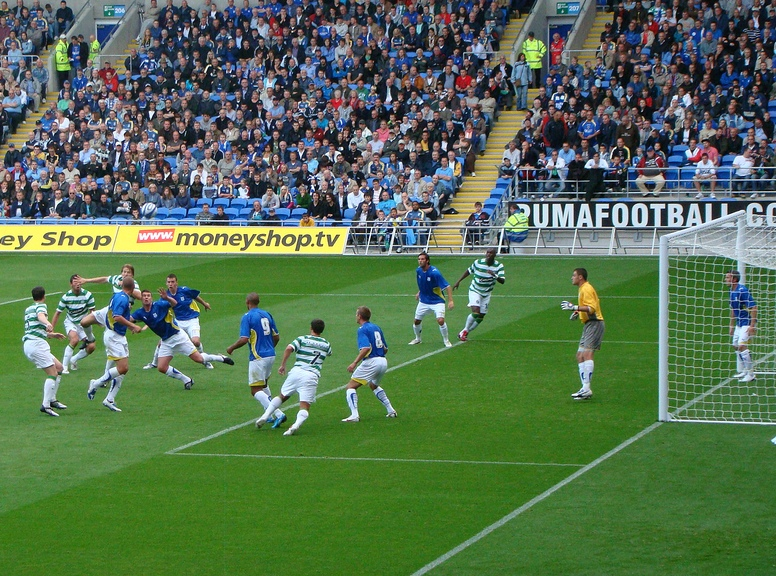
El partido inaugural del estadio entre el Cardiff City y el Celtic en 22 de julio de 2009.

El primer estadio del Cardiff City estaba situado en Sophia Gardens y jugó allí desde su fundación el 1899 a 1910 cuando, debido a la creciente afluencia de público y las pobres instalaciones del estadio, Bartley Wilson contactó con Bute Estate para encontrar un lugar donde construir un nuevo estadio. Acordaron construir el nuevo campo en Sloper Road, en el emplazamiento de un antiguo basurero, lo que requirió una gran cantidad de tiempo y trabajo acondicionar la superficie para convertirlo en un terreno de juego adecuado. El trabajo se llevó a cabo con voluntarios y la ayuda de la Cardiff Corporation. El estadio iba a ser conocido en un principio como Sloper Park pero tras la gran ayuda prestada por Lord Ninian Crichton-Stuart se decidió bautizarlo como Ninian Park. El estadio se inauguró el 1 de septiembre de 1910 y en un principio sólo contaba con una grada. En 1928 se inauguró una segunda grada, con capacidad para 18.000 espectadores, reemplazando un terraplén de tierra. El récord de espectadores del club en Ninian Park es 57.893 espectadores, el 22 de abril de 1953 en un partido de liga contra el Arsenal FC. Progresivamente el estadio fue reduciendo su capacidad a lo largo de los 70 y los 80 hasta que quedar reducida a 22.000 espectadores. En su último año de uso era el único estadio por encima de la League One que conservava zonas sin asientos.
En el año 2002 se decidió construir un nuevo estadio para el club. En 2003 se rumoreó que el Cardiff City podría pasar a jugar al Millennium Stadium, ya que no se veía viable dos estadios en Cardiff de más de 50.000 personas. Pese a estos rumores el 20 de agosto de 2003 los concejales de Cardiff dieron el aprobado unánime a la construcción del nuevo estadio. Sin embargo la mala situación financiera del club retrasaron el inicio de las obras hasta el 21 de febrero de 2007.
En junio de 2009 se terminó la construcción del Cardiff City Stadium, un nuevo estadio con capacidad para 26.500 personas, en el lugar del ahora demolido Ninian park. El nuevo estadio se inauguró el 22 de julio de 2009 en un amistoso de pretemporada contra el Celtic FC. Hubo dos amistoso jugados antes de este partido durante esa pretemporada en el nuevo estadio: un partido del Cardiff City Legends el 4 de julio y un amistoso contra el Chasetown FC el 10 de julio. El primer partido de liga se jugó el 8 de agosto de 2009, una victoria por 4-0 frente al Scunthorpe United.

## Rivalidades
El principal rival del Cardiff City son sus vecinos galeses del Swansea City, con los que se enfrenta en el Derby del Sur de Gales. Ambos equipos se enfrentaron por primera vez el 7 de septiembre de 1912 en Swansea con el resultado de empate a 1. Durante las décadas siguientes ambos equipos se enfrentaron mucho, ya que no solo se cruzaban en la liga sino también en la Welsh Cup. 
También mantiene una histórica rivalidad con otro equipo galés, el Newport County.
El club también tiene rivalidad con el Bristol City de la ciudad fronteriza homónima de Inglaterra, con el cual disputa el Derby de Severnside. 
También hay una gran rivalidad entre el otro equipo de Bristol, el Bristol Rovers, que es el tradicional rival del Bristol City.

## Datos del club
- Temporadas en First Division (hasta 1992)[9] y Premier League:[9] 15

- Temporadas en Second Division (hasta 1992),[9] First Division (hasta 2004)[9] y Championship:[9] 40 (Incluyendo la 2010/11)

- Temporadas en Third Division (hasta 1992),[9] Second Division (hasta 2004)[9] y League One:[9] 19

- Temporadas en Fourth Division (hasta 1992),[9] Third Division (hasta 2004)[9] y League Two:[9] 10

- Temporadas en Southern Football League Division 1: 3

- Temporadas en Southern Football League Division 2: 3

- Temporadas en Primera División :[9] 17

- Temporadas en Segunda División :[9] 49

- Temporadas en Tercera División :[9] 23

- Temporadas en Cuarta División :[9] 10

- Mayor goleada conseguida:
  - En campeonatos nacionales: Cardiff City 9 - Thames AFC 2 (Third Division South, 6 de febrero de 1932).
  - En torneos internacionales: Cardiff City 8 - Pezoporikos 0 (Recopa de Europa, 16 de septiembre de 1970).
- Mayor goleada encajada:
  - En campeonatos nacionales: Cardiff City 2 - Sheffield United 11 (First Division, 1 de enero de 1926).
  - En torneos internacionales: Aarhus GF 4 - Cardiff City 0 (Recopa de Europa, 8 de noviembre de 1988).
- Mejor puesto en la liga: 2º en la First Division, temporada 1923/24.
- Peor puesto en la liga: 22º en la First Division, temporada 1928/29.
- Máximo goleador: Len Davies, 148 goles en 339 apariciones entre 1920 y 1931.
- Más partidos disputados: Phil Dwyer, 531 partidos entre 1972 y 1985.

## Entrenadores

### Cronología
- Davy McDougall (1910-1911)
- Fred Stewart (1911-1933)
- Bartley Wilson (1933-1934)
- Ben Watts-Jones (1934-1937)
- Bill Jennings (1937-1939)
- Cyril Spiers (1939-1946)
- Billy McCandless (1946-1948)
- Cyril Spiers (1948-1954)
- Trevor Morris (1954-1958)
- Bill Jones (1958-1962)
- George Swindin (1962-1964)
- Jimmy Scoular (1964-1973)
- Lew Clayton (1973) (Interino)
- Frank O'Farrell (1973-1974)
- Jimmy Andrews (1974-1978)
- Richie Morgan (1978-1981)
- Graham Williams (1981-1982)
- Len Ashurst (1982-1984)
- Jimmy Goodfellow y  Jimmy Mullen (1984) (Interinos)
- Jimmy Goodfellow (1984)
- Alan Durban (1984-1986)
- Jimmy Mullen (1986) (Interino)
- Frank Burrows (1986-1989)
- Len Ashurst (1989-1991)
- Eddie May (1991-1994)
- Terry Yorath (1994-1995)
- Eddie May (1995)
- Kenny Hibbitt (1995-1996)
- Phil Neal (1996)
- Kenny Hibbitt (1996) (Interino)
- Russell Osman (1996-1998)
- Kenny Hibbitt (1998) (Interino)
- Frank Burrows (1998-2000)
- Billy Ayre (2000)
- Bobby Gould (2000)
- Alan Cork (2000-2002)
- Lennie Lawrence (2002-2005)
- Dave Jones (2005-2011)
- Malky Mackay (2011-2013)
- David Kerslake y  Joe McBride (2013) (Interinos)
- Ole Gunnar Solskjær (2014)
- Scott Young y Daniel Gabbidon (2014) (Interinos)
- Rusell Slade (2014-2016)
- Paul Trollope (2016)
- Neil Warnock (2016-Actualidad)

## Palmarés

### Torneos nacionales de Inglaterra (2)
- FA Cup (1): 1926/27.
- FA Community Shield (1): 1927.
- EFL Championship (1): 2012/13
- League One (1): 1946/47.
  - Ganador Playoff (1): 2002/03.

- League Two (1): 1992/93.

- Southern Football League Second Division (1): 1912/13.

### Torneo nacionales de Gales (23)
- Welsh Cup (22): 1912, 1920, 1922, 1923, 1927, 1928, 1930, 1956, 1959, 1964, 1965, 1967, 1968, 1969, 1970, 1971, 1973, 1974, 1976, 1988, 1992, 1993.
- FAW Premier Cup (1): 2002.